# Balletti verdi
Balletti verdi («ballets verdes») es el nombre con el que se conoce el mayor escándalo ligado al mundo homosexual en la historia italiana.

## Los hechos
El 5 de octubre de 1960 una breve noticia en el Giornale di Brescia (y algunas líneas en l'Unità) informaban de la apertura de una investigación en el ambiente homosexual:

Da parecchio tempo si parlava in città di una vasta operazione intrapresa dagli organi investigativi per bloccare un dilagante circuito del vizio, in cui si trovavano coinvolti uomini di giovane e meno giovane età.
Le notizie relative a convegni immorali, a trattenimenti di genere irriferibile, ad adescamenti ed a corruzioni e ricatti sono ripetutamente giunte fino a noi.
Desde hace bastante tiempo se hablaba en la ciudad de una vasta operación comenzada por los órganos investigativos para bloquear un extenso circuito del vicio, en el que se encontraban envueltos hombres jóvenes y menos jóvenes.
Las noticias relativas a reuniones inmorales, a entretenimientos de género irreferible, a la prostitución y a la corrupción y chantaje han llegado repetidamente hasta nosotros.
Il Giornale di Brescia

En el centro de la investigación estaban algunas fiestas en una granja de la comuna de Castel Mella, en la que, según las indagaciones, los homosexuales se encontrarían para realizar actos de carácter sexual con menores. Las 54 personas investigadas inicialmente se convirtieron enseguida en unas 200, con lo que las variedad de clases sociales afectadas, los nombres conocidos y la curiosidad morbosa convirtieron la investigación en un escándalo de nivel nacional, ampliamente debatido en los periódicos y las revistas.
El nivel de histeria intentando implicar a personajes célebres del todo ajenos a los hechos (entre los acusados aparecían los nombres de Mike Bongiorno, Dario Fo, Franca Rame, Gino Bramieri, Paul Steffen y Bud Thompson) fue tal, que muchos fueron interrogados por los investigadores e inmediatamente encarcelados.
Fue el periódico Le ore el que dio su nombre al escándalo «balletti verdi» («ballets verdes»). «Balletti» era el nombre que se le daba a todos los escándalos de fondo sexual en el que estuviesen envueltos jóvenes, a partir de los casos homólogos, aunque heterosexuales, franceses llamados «balletti rosa» y «ballets bleu». El color verde era considerado el de los homosexuales; verde era de hecho el clavel que llevaba en el ojal Oscar Wilde.

## La investigación
La investigación fue dirigida por el juez instructor Giovanni Arcai, por Enzo Giannini del ministerio público y por el brigadier Arrigo Varano. Transcurrió entre golpes de escena, noticias bomba, tan clamorosas como falsas (tráfico de drogas, trata internacional de muchachos entre Italia y Suiza), reenvíos a juicio, nuevos arrestos, liberaciones e interrogatorios de personas célebres como, por ejemplo, Giò Stajano, que fue interrogado simplemente por ser uno de los poquísimos homosexuales declarados de la época.
El caso provocó múltiples anuncios de descubrimientos de balletti verdi en decenas de ciudades italianas, que resultaron ser falsos.
En Brescia, en la época, hubo un gran debate político: muy áspero fue el enfrentamiento entre los comunistas (que consideraban la homosexualidad como un vicio burgués, atacando a los católicos y dejando abierta la posibilidad de que algún sacerdote estuviese implicado en el escándalo) y los católicos. La derecha política a su vez aprovechó la ocasión para reivindicar una remoralización de las costumbres.
En el parlamento italiano, Bruno Romano, del Partido Socialista Democrático Italiano, presentó una propuesta de ley para convertir en crimen la homosexualidad, con la excusa de proteger a los menores de la corrupción. La propuesta se unía a una análoga ya presentada por el Movimiento Social Italiano. Ninguna de las dos propuestas llegó a discutirse.

## La sentencia
El 29 de enero de 1964, el caso se cerró con una sentencia muy leve: casi ninguno de los acusados fue procesado. De los sesenta acusados, cincuenta fueron absueltos, otros se pudieron acoger a una amnistía. Uno sólo de los culpables fue condenado a una pena: cuatro años por favorecimiento de la prostitución.
Así que el escándalo de los balletti verdi se reveló como un gran montaje, como reconocía L'Eco di Brescia, que imprimió un reportaje el 31 de enero de 1964 con el título Finalmente ridimensionata la montatura dei balletti verdi («Finalmente redimensionada la exageración de los balletti verdi»p. 8).

## Consecuencias
Detrás de la imagen, propagada por la prensa, de una gigantesca conjura homosexual que quería corromper a la juventud italiana, finalmente emergió una realidad mucho más banal, directamente opuesta a la propagada por los medios de comunicación, que presentaban un mundo homosexual potente, organizado, compacto, protegido por las autoridades.
Lo que se descubrió fue que dos homosexuales organizaban fiestas en Castel Mella para sus amigos, porque esta era la única manera en que los homosexuales italianos podían socializar en la época, dado que en Italia (al contrario de lo que estaba pasando en el extranjero) las autoridades no permitían la apertura de lugares de reunión para gays, como bares gays. El espacio para la sexualidad homosexual estaba reducido a encuentros fugaces en los cines o en los parques, siempre de noche. Muchos de los homosexuales estaban casados, para mantener una fachada de «normalidad»; al no poder permitirse vivir relaciones de pareja con personas de su mismo sexo, recurrían a encuentros fugaces y anónimos, si era necesario, pagando.
De hecho, en la fiesta había jóvenes y mayores, y los de más edad proponían a veces a los jóvenes prestaciones sexuales a cambio de dinero. Los jóvenes «menores» de los periódicos tenían entre dieciocho y veintiún años (la mayoría de edad era en la época de veintiún años) y no estaban obligados a hacer nada que no quisiesen. Pero hacía poco que se había aprobado la ley Merlin, que ilegalizaba la prostitución en Italia, y los jueces la «adaptaron» a este caso.
Con los balletti verdi emerge por primera vez, apareciendo en las portadas de los periódicos, el universo homosexual italiano, con efectos desastrosos para los homosexuales implicados, en su mayoría inocentes. Muchos perdieron su trabajo, tres se suicidaron, otro decidió huir a otra ciudad para evitar el estigma, después de que su secreto se hiciese público.

## Causas del escándalo
Aunque no se han estudiado de forma definitiva las causas del escándalo, es de señalar que fue iniciado a propósito con una campaña de prensa, con una precisa intención política. Por lo tanto, es posible encontrar el origen en una maniobra política de naturaleza (inicialmente) local.
De hecho, la prensa que incansablemente mantenía en el interés en los sucesos era la de la extrema derecha, nostálgica del fascismo. El objetivo indirecto de la maniobra (aparte del directo, que eran los homosexuales) fue la Democracia Cristiana (en el gobierno tanto de Brescia como de Italia), acusada de no ser realmente capaces de garantizar el orden y la moralidad, como prometían saber hacer los neofascistas.
Bastante improbable parece una implicación de las fuerzas católicas, que por otra parte no eran en absoluto indulgentes en su trato con las personas homosexuales. El hecho se basa en tres consideraciones:
- Por un lado, el escándalo, lejos de ser útil a la Iglesia católica, tuvo como objetivo al mismo clero católico. Como ya se ha mencionado, la prensa comunista aprovechó el asunto para atacar la moralidad de los sacerdotes, en especial el de los enseñantes. Los periódicos diocesanos se vieron obligados a publicar artículos en defensa del «magnífico clero de Brescia». En particular, se pueden leerlos artículos del diario La voce del popolo de octubre de 1960.
- Por otra parte, nombres prestigiosos de la mejor burguesía católica de Brescia (hubo incluso empresarios y otros nombres «bajo sospecha») estuvieron envueltos en la primera fase, destruyendo, a menudo con razón, su imagen de personas devotas y «respetables», no sólo sin ninguna ventaja para el mundo católico, sino más bien con grave daño.
- Finalmente, a partir de la experiencia negativa del escándalo escándalo Montesi, que se reveló extremadamente desestabilizante desde el punto de vista político, la Democracia Cristiana italiana procuró siempre evitar escándalos de contenido moral. De momento no se conoce ninguna razón por la que se habría saltado esta regla autoimpuesta sólo en este caso.

Por parte de las fuerzas socialistas y comunistas, se aprovecharon ampliamente del caso para demostrar la «corrupción moral» del «mundo burgués», pero fueron poco más que espectadores del evento. Se limitaron de hecho a comentarlo en clave moral y de forma anticlerical sin mucho entusiasmo, pero sin analizar causas y dinámica.
En este caso, las autoridades del orden público fueron, si no cómplices, por lo menos extremadamente indulgentes frente a aquellos que difundían alarma social basada en datos falsos o groseramente exagerados, revelando con su comportamiento una cierta simpatía hacia los que defendían el uso de las fuerzas del orden para reprimir a todos aquellos que no tenían un comportamiento juzgado como «moral» por la extrema derecha.
Considerando lo anterior, parece bastante probable que el escándalo alcanzó dimensiones que no habían sido previstas por quien lo inició, desencadenando una imprevista caza de brujas de impronta maccartista, que sacudió a todo el país, en lugar de limitarse a la realidad local de Brescia. Así que seguramente no es una casualidad que el escándalo de los «balletti verdi» fuera el único gran escándalo de carácter homosexual en Italia entre la posguerra y el Mayo del 68, cuando se montaron otros dos escándalos, el de Aldo Braibanti y el de Ermanno Lavorini, por parte de las mismas fuerzas políticas, utilizando de nuevo la homosexualidad de forma partidista.
El escándalo de los «balletti verdi» se presenta como una anomalía en la tradición italiana de represión indirecta de la homosexualidad, adoptada precisamente para evitar los escándalos (como eran frecuentes en el extranjero) que implicasen a personas de todos los estratos sociales y de todas las creencias religiosas. Antes y después de este escándalo el comportamiento de las autoridades italianas fue siempre coherente: hablar y sobre todo permitir hablar lo menos posible sobre la homosexualidad, presentándola como un problema existente en Italia sólo porque había sido importada de otros países extranjeros más depravados.

## Discografía
- I Peos, "Mazzarino" -- Balletti verdi, 45 rpm, 1962. (Letra de la canción, en italiano).